# (31662) 1999 HP11
1999 إتش بي 11 (ويعرف أيضًا باسم (31662) 1999 إتش بي 11 وفق تسمية الكوكب الصغير) (بالإنجليزية: 1999 HP11)‏ هو كويكب ضمن حزام الكويكبات؛ وترتيبه 31662 من حيث الاكتشاف.
اكتُشف هذا الجُرم الفلكي بواسطة سبيس واتش في 19 أبريل 1999.

## وصلات خارجية
- (31662) 1999 HP11 في قاعدة بيانات مختبر الدفع النفاث لأجرام النظام الشمسي الصغيرة

- الاكتشاف · مخطط المدار ·  العناصر المدارية · المعلمات المادية

- (31662) 1999 HP11 على موقع ويكي سكاي: DSS2, SDSS, GALEX, IRAS, Hydrogen α, X-Ray, Astrophoto, Sky Map, Articles and images